# Линда Дарнел
Линда Дарнел (на английски: Linda Darnell) е американска актриса.

## Биография
Линда Дарнел е родена на 16 октомври 1923 година в Далас, Тексас. Тя е едно от четирите деца (с изключение на двете деца на майка й от по-ранен брак) на пощенския служител Калвин Рой Дарнел и Маргарет „Пърл“ Браун. Един от нейните прадядовци по майчина линия е чероки.

### Кариера
Започва като модел в детските си години и след това на 13-годишна възраст продължава като актриса на сцена и в киното. Първият ѝ филм излиза през 1939 година след което се снима във второстепенни роли през 1940-те за 20th Century Fox. Става известна след ролята си във филма „Вечната Амбър“ (1947) по едноименния роман на Катлийн Уинзър. Участва също в „Знакът на Зоро“ (1940), „Кръв и пясък“ (1941), „Бъфало Бил“ (1944), „Писмо до три съпруги“ (1949) и други.

### Смърт
Линда Дарнел умира на 10 април 1965 година след 80 % изгаряния на тялото при домашен пожар. Има звезда на Алеята на славата.

## Избрана филмография
| Година | Филм                | Оригинално заглавие    | Роля                | Режисьор   |
| ------ | ------------------- | ---------------------- | ------------------- | ---------- |
| 1943   | Песента на Бернадет | The Song of Bernadette | дамата (Дева Мария) | Хенри Кинг |
| 1946   | Моя скъпа Клементин | My Darling Clementine  | Чихуахуа            | Джон Форд  |